# Colegio Goethe
El Colegio Goethe es un tradicional colegio privado alemán situado en Asunción, Paraguay. El nombre del colegio es en honor al escritor y científico alemán Johann Wolfgang von Goethe.

## Historia
En 1893 inmigrantes de Alemania fundaron la Congregación de la Iglesia Luterana alemana y una escuela alemana con el nombre de "Colegio Alemán".  En ese entonces la institución dependía de la Iglesia Evangélica. El objetivo del colegio era de brindar una formación escolar a los hijos de inmigrantes alemanes en el Paraguay.
En 1910, la administración del colegio se separó de la Iglesia y se formó la primera Comisión Directiva. Desde esa fecha el colegio no solo impartía sus clases en idioma alemán sino también en español, también estudiantes paraguayos sin vinculación a la colectividad alemana pudieron acceder al colegio, hecho que incrementó bastante la cantidad de alumnos de la institución.
En el año 1922 y ante el considerable incremento del colegio fue necesario ampliar sus instalaciones, razón por la que se adquirió un nuevo local en la Avda. España.
En el año 1932, a consecuencia de la Guerra del Chaco, el Colegio Nacional se convirtió en Banco de Sangre y un numeroso grupo de alumnos y profesores de dicha institución quedó a la deriva. El Colegio Alemán decidió albergarlos y cedió sus instalaciones en horas de la tarde a los alumnos del Bachillerato. Así se iniciaron los primeros cursos de la Sección Secundaria.
En el año 1945, a consecuencia de la Segunda Guerra Mundial, las medidas tomadas contra el Colegio Alemán se sucedieron con rapidez vertiginosa. Para tratar de proteger a la institución, el Dr. Luis A. Lezcano, interventor del Ministerio de Educación y Culto en aquel entonces, cambió el nombre del Colegio Alemán por el de Colegio Goethe.
Con el tiempo la cantidad de alumnos iba ascendiendo a lo que se vio con la necesidad de adquirir un nuevo local, que con la ayuda del Gobierno Alemán, recibe en donación un terreno en el barrio Isla de Francia, de la ciudad de Asunción.
Para 1984 ya instalada en la nueva sede, son habilitadas los niveles escolares de Kindergarten, el Preescolar y la Primaria. Más tarde para el año 1989 todas las secciones del Colegio funcionan en la nueva sede.

## Infraestructura y Dependencias
En 1993, año de su centenario, el colegio habilitó un complejo deportivo que albergaba canchas de fútbol, voleibol, basketbol, handbol y un área de entrenamiento de atletismo. En 1997 se incorporó a este complejo, un polideportivo techado.
A mediados del 2002, el Colegio Goethe inauguró el “Auditorio Ulrich Schmidel”,  que ofrece al alumnado un espacio óptimo para el desarrollo de sus actividades artísticas.
En los años 2002 y 2003 se reformaron las cantinas de Primaria y Secundaria anexándoseles comedores, a modo de ofrecer una alternativa confiable y segura para los alumnos que deben permanecer en la institución en horario continuado.
En el 2005 se ampliaron las bibliotecas de Primaria y Secundaria,  que ofrecen mayor espacio, informatización de la base de datos, incorporación de computadoras en red para trabajos en grupo e Internet como herramienta de consulta.
Actualmente las tareas se centran en incrementar la seguridad de las instalaciones, para lo cual se instalaron complejos sistemas de prevención y combate de incendios.

## Uniforme

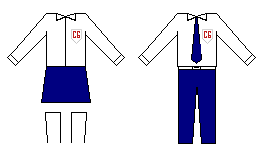
Uniforme formal de la institución.

El uniforme escolar es obligatorio en todos los cursos. Se compone para los alumnos de un pantalón azul marino, una camisa blanca con la insignia del colegio en la parte del pecho izquierdo, en cuanto a las alumnas estas usan falda azul marino, camisa blanca con la insignia, y medias blancas.
El uniforme deportivo consiste en un pantalón negro con una franja amarilla a los costados y una Camiseta blanca con el nombre del colegio, "GOETHE", y la insignia en la parte del frente.